# La Morte (nouvelle)
Pour la commune française, voir La Morte.
La Morte est une nouvelle de Guy de Maupassant, parue en 1887.

## Historique
La Morte est initialement publiée dans la revue Gil Blas du 31 mai 1887, puis dans le recueil  La Main gauche (1889). 

## Résumé
La nouvelle est écrite à la première personne, par un narrateur anonyme dont l'amante est décédée. Après un séjour à Paris, celui-ci rentre chez lui et se remémore les habitudes qu'elle avait. Il part se recueillir sur sa tombe où il lit l'épitaphe: « Elle aima, fut aimée et mourut ».
Il décide d'y rester la nuit et d'étranges phénomènes se produisent. Les squelettes des défunts sortent de leurs tombes et effacent leurs épitaphes souvent élogieuses, y inscrivant la vérité sur leurs personnalités, souvent mauvaises, violentes, révélant des actes de nature criminelle commis de leur vivant.
Le narrateur court alors vers la tombe de sa femme et aperçoit l'inscription initiale modifiée en « Étant sortie un jour pour tromper son amant, elle eut froid sous la pluie et mourut». Le texte se termine sur la phrase « Il paraît qu'on me ramassa, inanimé, au jour levant, auprès d'une tombe».